# Холл, Джон Хуберт
Джон Хуберт Холл (англ. John Hubert Hall; 7 февраля 1899, Портленд, штат Орегон — 14 ноября 1970, Ньюпорт, штат Орегон) — американский политик, 24-й губернатор Орегона в 1947—1949 годах. Член Республиканской партии.

## Ранняя жизнь и образование
Джон Холл родился в 1899 году в Портлендe, в семье Джона Хиклина Холла, который работал окружным прокурором Орегона. Он учился в средних школах Линкольна и Джефферсона в Портленде и военной академии Калвера в Индиане. В 1923 году окончил Государственный университет Орегона по специальности деловое администрирование.
Во время Первой мировой войны он служил в ВМС США в качестве санитара, а по возвращении домой работал на различных должностях, прежде чем поступил в Северо-Западную юридическую школу Портленда (ныне часть Колледжа Льюиса и Кларка), и в 1926 году был принят в бар. 28 декабря 1926 года он женился на Элизабет Вальх, от которой у него было двое детей до ее смерти в 1937 году. 31 декабря 1941 года Джон женился на Элис Джонсон, у них родился один ребенок.
В своей практике Джон Холл специализировался на корпоративных и деловых кругах, представляя многих корпоративных клиентов, включая интересы алкогольных напитков, что сыграло свою роль в его дальнейшей политической карьере. В 1926 году он присоединился к фирме своего отца, а после ухода старшего Холла на пенсию в 1932 году присоединился к юридической фирме Бауэрманн, а затем переехал в Линкольн-Сити (штат Орегон), гле открыл частную практику.

## Политическая карьера
Джон Холл был членом Палаты представителей штата Орегон (избирался в 1932, 1938, 1942, 1944, 1946 годах), в 1947 году став спикером. 28 октября 1947 года губернатор Эрл Снелл погиб в авиакатастрофе вместе со следующим по очереди на вакантное место губернатора – президентом Сената штата Маршаллом Э. Корнеттом. Как второй в очереди, Холл стал новым губернатором Орегона, который занимал до 1948 года, когда были проведены специальные выборы для избрания губернатора (в 1972 году в соответствии с Законом 8 штата Орегон госсекретарь Орегона был добавлен первым в очереди; однако, поскольку в этой катастрофе погиб госсекретарь Роберт С. Фаррелл-младший, результат был бы таким же)
.
Во время короткого пребывания Холла на посту губернатора он стремился скорректировать заработную плату государственных служащих с учетом инфляции, был решительным сторонником образования и поддерживал план выделения государственных излишков на строительные проекты для высших учебных заведений и других государственных учреждений.
С самого начала администрация Холла была отмечена разногласиями по поводу его попыток либерализовать государственное регулирование ликеро-водочной промышленности. Он стремился реорганизовать Комиссию по контролю за алкогольными напитками штата Орегон, которая, как он считал, была произвольной и внесудебной в своих решениях, когда он представлял интересы клиентов в нем, и не подчинялись законодательным органам во время его пребывания в качестве представителя штата. Проблема достигла апогея, когда он уволил члена комиссии, который публично не согласился с губернатором по поводу снятия ограничений на покупку спиртных напитков.
В разгар споров сенатор штата Дуглас Маккей, друг покойного губернатора Снелла и президент Ассоциации автомобильных дилеров, объявил, что бросит вызов Холлу на республиканском праймеризе 1948 года, и быстро начал хорошо финансируемую и организованную кампанию. Последовала спорная гонка, в которой Холлу были предъявлены обвинения в конфликте интересов и аморальности из-за его связей с алкогольной промышленностью. Холл проиграл кандидатуру Маккею в результате голосования по всему штату 103 224 против 107 993.

## Последние годы
Покинув пост губернатора, Холл переехал в округ Линкольн, чтобы заниматься юридической практикой. Он прослужил один срок в качестве окружного судьи штата Орегон (избран в 1965 году), победил рак горла и после короткого периода выхода на пенсию скончался в Ньюпорте 14 ноября 1970 года.